# Parafia Świętej Rodziny w Sanderson
Parafia Świętej Rodziny w Sanderson – parafia rzymskokatolicka, należąca do diecezji Darwin, erygowana w 1982 roku.
W niedzielnej Eucharystii uczestniczy średnio 420 osób, a w dni powszednie średnio 15 osób.